# Anarquismo en Ecuador
El anarquismo en Ecuador habría aparecido a finales del siglo XIX. Durante el principio del siglo XX el anarcosindicalismo y visiones afines comenzaron a tomar influencia en sectores intelectuales y de obreros organizados teniendo alguna influencia doctrinal en la Huelga general de noviembre en Guayaquil que culminó en la masacre del 15 de noviembre de 1922 en donde murieron entre 100 a 200 personas según diferentes estimaciones.

## Historia

### Orígenes
Alexei Páez en su libro El anarquismo en el Ecuador reporta que a "fines del siglo XIX y principios del XX-encontramos los primeros indicios de la existencia de un grupo amigo de las ideas libertarias". Este era un grupo que realizó una publicación titulada El Pabellón Rojo y su primera edición salió en Guayaquil en 1899. En este número se hace apología del ilegalismo francés en los episodios protagonizados por Ravachol y el magnicida Sante Geronimo Caserio.
A principios de siglo XX el movimiento obrero era más combativo en Guayaquil y allí se encontrarían los primeros indicios de actividad anarquista dentro del sindicalismo. "Se ha anotado la existencia de cierta propaganda anarquista entre los trabajadores jamaiquinos del ferrocarril a principios de siglo". Según Páez "Se debe destacar que los trabajadores del ferrocarril son el grupo más combativo junto con los carpinteros y los cacahueteros, para la época, siendo posteriormente los cacahueros y ferrocarrileros los mejores agitadores para la conformación de la Federación Regional de Trabajadores del Ecuador (FTRE), de vertiente anarcosindicalista.
En Guayaquil en tanto "En 1910, el Centro de Estudios Sociales (CS)...distribuía la Protesta (Argentina), Solidaridad (USA) y Claridad (Chile), en 1911 ya constaban en el catálogo de la Librería Española, textos de importantes teóricos como: Bakunin, Malatesta, Kropotkin, etc. Los mismos que son adquiridos y empleados para la conformación de grupos anarquistas que con el pasar del tiempo irían clarificando sus ideas. En 1920 aparece el Centro Gremial Sindicalista (CGS), editor de El Proletario.". En El Proletario ya comenzaría a escribir el importante anarquista ecuatoriano "José Alejo Capelo Cabello, que con su ejemplo y tenacidad colaboró en la conformación de los primeros grupos anarquistas y sindicatos de orientación libertaria".
En Quito "también se reconoce la presencia de un periódico...llamado La Prensa que incluso llegó a formar parte de los diarios escogidos por Max Nettlau en su libro Contribución a la Bibliografía Anarquista en América Latina, puesto que dio paso a determinados artículos libertarios entre sus páginas." Páez reporta que en 1911 circulaban ya en Guayaquil "textos de Bakunin, Kropotkin, Malatesta, Stirner, Malato y Reclus, vendidos por la Librería Española de esa ciudad".
"Otro de los medios libertarios de gran importancia y que prestó gran espacio al contenido sobre el 1ero de Mayo fue Tribuna Obrera, periódico de "Ideas y Combate", órgano de la combativa Asociación Gremial del Barrio del Astillero (AGA), fuerte de organización anarcosindical".
Las ideas anarquistas así tomarían repercusión en "sectores intelectuales de la clase media que...son los organizadores efectivos de los primeros grupos filoanarquistas y filosocialistas" en Ecuador. El pensador y dirigente obrero Juan Elías Naula en Principios de Sociología Aplicada manifiesta una profunda admiración por las posiciones de Pierre Joseph Proudhon. Así también aparecería el periódico Alba Roja el cual era publicado por el grupo "Verbo y Acción" e incluía a Colón Serrano, Tomás Mateus y Francisco Illescas. En la aparición de las ideas anárquicas en el Ecuador también habrían tenido importancia "la presencia de algunos elementos extranjeros radicados en el país." Así el chileno Segundo Llanos sería responsable de la redacción de El Proletario. Por otro lado el marino español N. LLoré desde sus viajes "traía periódicos como La Protesta de Argentina, Solidaridad de la IWW (Industrial Workers of the World)...e inclusive periódicos españoles anarquistas."
"Otra vertiente de las primeras organizaciones anarquistas ecuatorianas se encontró dada por la organización de grupos femeninos" En Guayaquil también aparecería en 1910 el "Centro de Estudios Sociales" el cual participaría en los congresos de 1922 y 1923 en Berlín de la aglutinante de sindicatos anarcosindicalistas del mundo Asociación Internacional de los Trabajadores.

### El 15 de noviembre de 1922 y el declive
"El núcleo original del anarquismo en el Ecuador" habría convergido alrededor del grupo que publicó el periódico El Proletario el cual incluiría a Manuel Echeverría, Justo Cárdenas, Narciso Véliz, Segundo Llanos y Alejo Capelo.
En 1922 los empleados ferroviarios en Durán fueron a la huelga que, con el apoyo de la Federación Regional de Trabajadores del Ecuador, se difúndó por todas las demás asociaciones dejando el pueblo en manos de sus trabajadores. La respuesta gubernamental se tradujo en las muertes de huelguistas por obra de las tropas enviadas a la zona y la persecución y el desmantelamiento de las organizaciones que existían en la época.
En los años siguientes tomaría importancia una tendencia liderada por Narciso Véliz que confluyó alrededor del grupo "Hambre", el cual empezaría a editar la publicación El Hambriento. Entre los integrantes de este grupo estaban Alberto Díaz, Juan Murillo, Jorge Briones, José Barcos, J. Villacís, Urcino Meza, Segundo Llanos, Máximo Varela y Aurelio Ramírez.
Los libertarios así se embarcaron en un período de recuperación (esta vez con definiciones ideológicas más claras) y para el final de la década podían contar cinco grupos activos en Guayaquil, todos los cuales estaban coordinados por la Federación de Grupos Anarquistas ' Miguel Bakunin '. Publicaban el periódico Tribuna Obrera y establecieron el grupo del teatro Ricardo Flores Magón. En Guayaquil dentro de la Federación actúan los grupos Redención, Tierra y Libertad, Solidaridad, Hambre y Luz y Acción.
La constante opresión estatal aplastó muchas de estas experiencias y muchos de los principales activistas libertarios terminaron en el exilio de las islas Galápagos. El chileno Néstor Donoso sería deportado a su país después de ser apresado. El grupo Luz y Acción decidió conformar el Bloque Obrero Estudiantil Revolucionario para que actúe en las universidades.
En 1934 los grupòs anarcosindicalistas deciden reorganizar la FTRE y después de fallidos intentos deciden crear otra organización sindical, la Unión Sindical de Trabajadores. En esta organización se encontraban militantes como Alejo Capelo, Eusebio Moriel, M.E. López Concha, Able Gonzáles y Alberto Díaz. En el tiempo de la Guerra civil española los anarquistas ecuatorianos manifiestan su solidaridad con el sindicato anarquista CNT el cual era protagonista de la Revolución Española de 1936.
Para el fin de los años 30s, el ascenso del marxismo en toda Sudamérica marcó la defunción del anarquismo en la región. Alejo Capelo y Alejandro Atiencia colaboraron en el periódico anarquista mexicano Tierra y Libertad. Atiencia moriría en 1971 y Capelo en 1973.